# هيئة العلماء والمشايخ في عموم الهند
مجلس العلماء والمشايخ في عموم الهند، هو منظمة إسلامية غير حكومية وهيئة تمثيلية تتألف من أئمة المساجد والمعلمين والمفتين العاملين في المدرسة الدينية المنتمين إلى الحركة البريلوية من المسلمين السنة. له فروع في ولايات وأقاليم الهند. تأسس رسميًا على يد محمد أشرف كتشوشوي.
بدأ في البداية كجسم ممثل للمسلمين السنة الصوفيين في الهند، وفي الوقت الحالي خفت نشاط المجلس، وموقعه الرسمي ليس له أي نشاط مهم منذ عدة سنوات. لم ينظم أي مؤتمر مهم في جدول أعماله السابق منذ عام 2021 ولم يعقد أي اجتماع سنوي منذ 9 فبراير 2022.
نظمت هيئة علماء ومشايخ عموم الهند المنتدى العالمي للصوفية في نيودلهي في الفترة من 17 إلى 20 مارس 2016. وكان المؤتمر عبارة عن تجمع لنحو 200 مندوب من جميع أنحاء العالم بهدف إدانة الإرهاب والتطرف. ألقى الشيخ الصوفي الباكستاني طاهر القادري كلمة رئيسية في 20 مارس 2016 في ملعب رامليلا في نيودلهي، حيث أدان الإرهاب والتفجيرات الانتحارية.